# Ulrich Oehme
Ulrich Oehme, né le 7 février 1960, est un homme politique allemand. Il représente Alternative pour l'Allemagne (AfD). Ulrich Oehme est membre du Bundestag pour le Land de Saxe depuis 2017.

## Biographie
Ulrich Oehme naît à Bischofswerda en Saxe. Il devient membre du Bundestag après les élections fédérales allemandes de 2017. Il est membre de la commission de la coopération économique et du développement.